# Fed Cup de 2016
A Fed Cup de 2016 foi a 54ª edição do mais importante torneio entre países do tênis feminino.

## Grupo Mundial
Oito equipes disputaram o título em três rodadas eliminatórias.
|  |                                       |                                  |                                  |                                    |   |                                      |                             |                             |  |  |                           |                           |                           |
|  | Primeira fase 6 e 7 de fevereiro      | Primeira fase 6 e 7 de fevereiro | Primeira fase 6 e 7 de fevereiro |                                    |   | Semifinais 16 e 17 de abril          | Semifinais 16 e 17 de abril | Semifinais 16 e 17 de abril |  |  | Final 12 e 13 de novembro | Final 12 e 13 de novembro | Final 12 e 13 de novembro |
|  | Primeira fase 6 e 7 de fevereiro      | Primeira fase 6 e 7 de fevereiro | Primeira fase 6 e 7 de fevereiro |                                    |   | Semifinais 16 e 17 de abril          | Semifinais 16 e 17 de abril | Semifinais 16 e 17 de abril |  |  | Final 12 e 13 de novembro | Final 12 e 13 de novembro | Final 12 e 13 de novembro |
|  | Cluj-Napoca, Romênia – duro (coberto) |                                  |                                  |                                    |   |                                      |                             |                             |  |  |                           |                           |                           |
|  |                                       |                                  |                                  |                                    |   |                                      |                             |                             |  |  |                           |                           |                           |
|  | 1                                     | Chéquia                          | 3                                |                                    |   |                                      |                             |                             |  |  |                           |                           |                           |
|  | 1                                     | Chéquia                          | 3                                | Lucerna, Suíça – duro (coberto)    |   |                                      |                             |                             |  |  |                           |                           |                           |
|  |                                       | Roménia                          | 2                                |                                    |   |                                      |                             |                             |  |  |                           |                           |                           |
|  |                                       | Roménia                          | 2                                |                                    | 1 | Chéquia                              | 3                           |                             |  |  |                           |                           |                           |
|  | Leipzig, Alemanha – duro (coberto)    |                                  |                                  |                                    | 1 | Chéquia                              | 3                           |                             |  |  |                           |                           |                           |
|  |                                       |                                  |                                  | Suíça                              | 2 |                                      |                             |                             |  |  |                           |                           |                           |
|  |                                       | Suíça                            | 3                                | Suíça                              | 2 |                                      |                             |                             |  |  |                           |                           |                           |
|  |                                       | Suíça                            | 3                                |                                    |   | Estrasburgo, França – duro (coberto) |                             |                             |  |  |                           |                           |                           |
|  | 3                                     | Alemanha                         | 2                                |                                    |   |                                      |                             |                             |  |  |                           |                           |                           |
|  | 3                                     | Alemanha                         | 2                                |                                    |   | 1                                    | Chéquia                     | 3                           |  |  |                           |                           |                           |
|  | Marselha, França – duro (coberto)     |                                  |                                  |                                    |   | 1                                    | Chéquia                     | 3                           |  |  |                           |                           |                           |
|  |                                       |                                  |                                  | França                             | 2 |                                      |                             |                             |  |  |                           |                           |                           |
|  | 4                                     | Itália                           | 1                                | França                             | 2 |                                      |                             |                             |  |  |                           |                           |                           |
|  | 4                                     | Itália                           | 1                                | Trélazé, França – saibro (coberto) |   |                                      |                             |                             |  |  |                           |                           |                           |
|  |                                       | França                           | 4                                |                                    |   |                                      |                             |                             |  |  |                           |                           |                           |
|  |                                       | França                           | 4                                |                                    |   | França                               | 3                           |                             |  |  |                           |                           |                           |
|  | Moscou, Rússia – duro (coberto)       |                                  |                                  |                                    |   | França                               | 3                           |                             |  |  |                           |                           |                           |
|  |                                       |                                  |                                  | Países Baixos                      | 2 |                                      |                             |                             |  |  |                           |                           |                           |
|  |                                       | Países Baixos                    | 3                                | Países Baixos                      | 2 |                                      |                             |                             |  |  |                           |                           |                           |
|  |                                       | Países Baixos                    | 3                                |                                    |   |                                      |                             |                             |  |  |                           |                           |                           |
|  | 2                                     | Rússia                           | 1                                |                                    |   |                                      |                             |                             |  |  |                           |                           |                           |
|  | 2                                     | Rússia                           | 1                                |                                    |   |                                      |                             |                             |  |  |                           |                           |                           |

## Grupo Mundial II
Segunda divisão da Fed Cup. As equipes vencedoras vão para a Repescagem do Grupo Mundial, enquanto que as perdedoras, para a Repescagem do Grupo Mundial II.
Datas: 7 e 8 de fevereiro.
| Cidade      | Piso           | Equipe mandante | Equipe visitante | Resultado |
| ----------- | -------------- | --------------- | ---------------- | --------- |
| Bratislava  | duro (coberto) | Eslováquia      | Austrália (1)    | 2–3       |
| Quebec      | duro (coberto) | Canadá (4)      | Bielorrússia     | 2–3       |
| Kailua-Kona | duro           | Estados Unidos  | Polónia (3)      | 4–0       |
| Kraljevo    | duro (coberto) | Sérvia (2)      | Espanha          | 0–4       |

## Repescagem do Grupo Mundial
As equipes perdedoras da primeira rodada do Grupo Mundial enfrentam as vencedoras do Grupo Mundial II por um lugar na primeira divisão do ano seguinte.
Datas: 16 e 17 de abril.
| Cidade      | Piso             | Equipe mandante | Equipe visitante | Resultado |
| ----------- | ---------------- | --------------- | ---------------- | --------- |
| Moscou      | saibro (coberto) | Rússia (1)      | Bielorrússia     | 2–3       |
| Lleida      | saibro           | Espanha         | Itália (2)       | 4–0       |
| Cluj-Napoca | saibro (coberto) | Roménia         | Alemanha (3)     | 1–4       |
| Brisbane    | saibro           | Austrália (4)   | Estados Unidos   | 0–4       |

- Alemanha permanecerá no Grupo Mundial em 2017.
- Bielorrússia,  Espanha e  Estados Unidos foram promovidas e disputarão o Grupo Mundial em 2017.
- Austrália permanecerá no Grupo Mundial II em 2017.
- Itália,  Roménia e  Rússia foram rebaixadas e disputarão o Grupo Mundial II em 2017.

## Repescagem do Grupo Mundial II
As equipes perdedoras do Grupo Mundial II enfrentam as vencedoras dos zonais do Grupo I - duas da Europa/África, uma da Ásia/Oceania e uma das Américas.
Datas: 16 e 17 de abril.
| Cidade     | Piso             | Equipe mandante | Equipe visitante | Resultado |
| ---------- | ---------------- | --------------- | ---------------- | --------- |
| Belgrado   | saibro (coberto) | Sérvia (1)      | Bélgica          | 2–3       |
| Bratislava | saibro (coberto) | Eslováquia      | Canadá (2)       | 3–2       |
| Inowroclaw | duro (coberto)   | Polónia (3)     | Taipé Chinesa    | 1–4       |
| Bucha      | duro             | Ucrânia         | Argentina (4)    | 4–0       |

- Eslováquia permanecerá no Grupo Mundial II em 2017.
- Bélgica,  Taipé Chinesa e  Ucrânia foram promovidas e disputarão o Grupo Mundial II em 2017.
- Argentina permanecerão nos respectivos zonais em 2017.
- Canadá,  Polónia e  Sérvia foram rebaixadas e disputarão os respectivos zonais em 2017.

## Zonal das Américas
Os jogos de cada grupo acontecem ao longo de uma semana em sede única, previamente definida.

### Grupo I
a) Round robin: todas contra todas em seus grupos (2);
b) Eliminatórias: primeira colocada contra primeira (a vencedora joga a Repescagem do Grupo Mundial II); última de um grupo contra penúltima de outro, e vice-versa (as perdedoras são rebaixadas para o grupo II do zonal).
Datas: 3 a 6 de fevereiro.
Repescagem de promoção
| Cidade                  | Piso   | Equipe 1 | Equipe 2  | Resultado |
| ----------------------- | ------ | -------- | --------- | --------- |
| Santa Cruz de la Sierra | saibro | Paraguai | Argentina | 0–2       |

- Argentina disputará a Repescagem do Grupo Mundial II.
- Equador e  Peru foram rebaixadas e disputarão o Grupo II em 2017.

### Grupo II
a) Round robin: todas contra todas em seus grupos (4);
b) Eliminatórias: em dois jogos cada segmento, primeiras colocadas contra primeiras (as vencedoras são promovidas para o grupo I do zonal), segundas contra segundas (decisão do 5º ao 8º lugar) e terceiras contra terceiras (decisão do 9º ao 12º lugar).
Datas: 1 a 6 de fevereiro.
Repescagem de promoção
| Cidade  | Piso | Equipe 1   | Equipe 2  | Resultado |
| ------- | ---- | ---------- | --------- | --------- |
| Bayamón | duro | Venezuela  | Guatemala | 2–0       |
| Bayamón | duro | Porto Rico | Chile     | 1–2       |

- Chile e  Venezuela foram promovidas e disputarão o Grupo I em 2017.

## Zonal da Ásia e Oceania
Os jogos de cada grupo acontecem ao longo de uma semana em sede única, previamente definida.

### Grupo I
a) Round robin: todas contra todas em seus grupos (2);
b) Eliminatórias: primeira colocada contra primeira (a vencedora joga a Repescagem do Grupo Mundial II), segunda contra segunda (decisão do 3º e 4º lugar) e última contra última (a perdedora é rebaixada para o grupo II do zonal).
Datas: 3 a 6 de fevereiro.
Repescagem de promoção
| Cidade  | Piso | Equipe 1 | Equipe 2      | Resultado |
| ------- | ---- | -------- | ------------- | --------- |
| Hua Hin | duro | Japão    | Taipé Chinesa | 1–2       |

- Taipé Chinesa disputará a Repescagem do Grupo Mundial II.
- Uzbequistão foi rebaixada e disputará o Grupo II em 2017.

### Grupo II
a) Round robin: todas contra todas em seus grupos (4);
b) Eliminatórias: semifinais e final em cada segmento. Primeiras colocadas contra primeiras (a vencedora é promovida para o grupo I do zonal), segundas contra segundas (decisão do 5º ao 8º lugar) e terceiras contra terceiras (decisão do 9º ao 12º lugar).
Datas: 12 a 16 de abril.
Repescagem de promoção
| Cidade  | Piso | Equipe 1  | Equipe 2  | Resultado |
| ------- | ---- | --------- | --------- | --------- |
| Hua Hin | duro | Filipinas | Singapura | 2–0       |

- Filipinas foi promovida e disputará o Grupo I em 2017.

## Zonal da Europa e África
Os jogos de cada grupo acontecem ao longo de uma semana em sede única, previamente definida.

### Grupo I
a) Round robin: todas contra todas em seus grupos (4);
b) Eliminatórias: em dois jogos cada segmento, primeiras colocadas contra primeiras (as vencedoras jogam a Repescagem do Grupo Mundial II), segundas contra segundas (decisão do 5º ao 8º lugar), terceiras contra terceiras (decisão do 9º ao 12º lugar) e últimas contra últimas (as perdedoras são rebaixadas para o grupo II do zonal).
Datas: 3 a 6 de fevereiro.
Repescagem de promoção
| Cidade | Piso | Equipe 1 | Equipe 2     | Resultado |
| ------ | ---- | -------- | ------------ | --------- |
| Eilat  | duro | Bélgica  | Grã-Bretanha | 2–0       |
| Eilat  | duro | Ucrânia  | Israel       | 3–0       |

- Bélgica e  Ucrânia disputarão a Repescagem do Grupo Mundial II.
- África do Sul e  Suécia foram rebaixadas e disputarão o Grupo II em 2017.

### Grupo II
a) Round robin: todas contra todas em seus grupos (2);
b) Eliminatórias: primeira de um grupo contra segunda de outro, e vice-versa (as vencedoras são promovidas para o grupo I do zonal); e penúltima de um grupo contra última de outro, e vice-versa (as perdedoras são rebaixadas para o grupo III do zonal).
Datas: 13 a 16 de abril.
Repescagem de promoção
| Cidade | Piso   | Equipe 1  | Equipe 2             | Resultado |
| ------ | ------ | --------- | -------------------- | --------- |
| Cairo  | saibro | Dinamarca | Bósnia e Herzegovina | 1–2       |
| Cairo  | saibro | Lituânia  | Áustria              | 0–2       |

- Áustria e  Bósnia e Herzegovina foram promovidas e disputarão o Grupo I em 2017.
- Finlândia e  Liechtenstein foram rebaixadas e disputarão o Grupo II em 2017.

### Grupo III
a) Round robin: todas contra todas em seus grupos (4);
b) Eliminatórias: em dois jogos cada segmento, primeiras colocadas contra primeiras (as vencedoras são promovidas para o grupo II do zonal), segundas contra segundas (decisão do 5º ao 8º lugar) e terceiras contra terceiras (decisão do 9º ao 12º lugar).
Datas: 11 a 16 de abril.
Repescagem de promoção
| Cidade | Piso   | Equipe 1           | Equipe 2 | Resultado |
| ------ | ------ | ------------------ | -------- | --------- |
| Ulcinj | saibro | Luxemburgo         | Moldávia | 2–0       |
| Ulcinj | saibro | Macedónia do Norte | Noruega  | 0–2       |

- Luxemburgo e  Noruega foram promovidas e disputarão o Grupo II em 2017.